# She's Lost Control
She's Lost Control est une des chansons les plus connues du groupe post-punk britannique Joy Division. Elle est enregistrée pour la première fois lors de la Peel Session du 31 janvier 1979, puis avec Martin Hannett pour l'album Unknown Pleasures en avril 1979. Le 20 juillet 1979, le groupe la joue durant l'émission de télévision What's On sur Granada TV. Il l'enregistre le 1er septembre 1979 pour une diffusion le 15 septembre sur la BBC dans l'émission Something Else. Elle est enfin réenregistrée en studio les 24 et 25 février 1980 pour sortir en maxi-45 tours en septembre.  
Les paroles ont été écrites par Ian Curtis, leader et chanteur du groupe, dont l'épilepsie est diagnostiquée le 23 janvier 1979. Elles font référence à une femme épileptique dont il s'occupait à son travail au bureau de réinsertion sociale. Elle fit une crise devant lui. Alors qu'elle ne venait plus à ses rendez-vous, il finit par apprendre que la jeune femme était décédée d'une crise d'épilepsie durant son sommeil.
La version de l'album Unknown Pleasures se distingue par l'usage d'un élément électroacoustique, un Synare, dans la batterie de Stephen Morris avec une sonorité disco. Martin Hannett utilise également le son d'une bombe aérosol dans la rythmique. La chanson se caractérise également par le riff mélodique joué dans les aigus de sa basse par Peter Hook. La voix de Ian Curtis subit des distorsions.
La version filmée par la BBC présente l'intérêt de montrer Ian Curtis effectuer sa danse au style épileptique.
Pour la version maxi 45 tours, Ian Curtis a écrit un couplet supplémentaire.

## Reprises et utilisations
La chanson fut reprise dès 1981 par Grace Jones sur un rythme reggae. Elle sera reprise par les deux groupes des membres survivants New Order et Peter Hook and The Light, ainsi que par d'autres groupes tels The Raveonettes, Girls Against Boys, Alive She Died, Siobhan Fahey, Spoek Mathambo... Elle est jouée sur scène par Hole, les Red Hot Chili Peppers...
Le titre de cette chanson a inspiré celui du film Control, sorti en 2007, retraçant la vie de Ian Curtis.
En 2014, l'artiste Franck Ancel crée l'œuvre au néon She Loves Control en référence à cette chanson.
Gucci utilise la reprise de She's Lost Control publiée en 1985 par le groupe grec Alive She Died pour lancer sa collection 2016.
La chanson apparaît en 2020 dans le film Here Are the Young Men, sous forme d'une version mêlant reprise et version originale.